# Lucius Frederick Hubbard

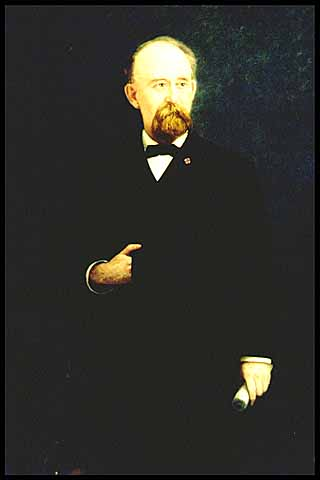
Lucius Frederick Hubbard

Lucius Frederick Hubbard (* 26. Januar 1836 in Troy, New York; † 5. Februar 1913 in Minneapolis, Minnesota) war ein US-amerikanischer Politiker und von 1882 bis 1887 Gouverneur des Bundesstaates Minnesota.

## Frühe Jahre
Im Alter von zehn Jahren hatte Lucius Hubbard bereits beide Eltern verloren und wurde dann von seiner Tante in Vermont erzogen. Hubbard besuchte die öffentlichen Schulen in Vermont und im Staat New York. Im Jahr 1854 zog er nach Chicago, wo er als Klempner arbeitete. Nach einem weiteren Umzug nach Red Wing in Minnesota betätigte er sich auch im Verlagswesen.  Er wurde Verleger und Herausgeber der politischen Zeitung „Red Wing Republican“.

## Politischer Aufstieg
Lucius Hubbard war Mitglied der Republikanischen Partei. Während des Amerikanischen Bürgerkrieges stieg er vom einfachen Soldaten bis zum Brevet-Brigadegeneral auf. Bereits vor dem Krieg war er von 1858 bis 1860 Grundbuchbeamter gewesen. Von 1872 bis 1876 gehörte er dem Senat von Minnesota an. Am 8. November 1881 wurde er zum neuen Gouverneur seines Staates gewählt.

## Gouverneur von Minnesota
Hubbard trat sein Amt am 10. Januar 1882 an. Nach einer Wiederwahl im Jahr 1883 konnte er bis zum 5. Januar 1887 in diesem Amt verbleiben. Seine zweite Amtszeit war wegen der Angleichung der Wahltermine in Minnesota um ein Jahr verlängert worden. In diesen fünf Jahren wurde unter anderem der Ausbau des Eisenbahnnetzes vorangetrieben und das Bildungssystem verbessert. Außerdem entstand damals offiziell die Nationalgarde von Minnesota. Hubbard förderte aber auch den Handel, die Landwirtschaft und das Gesundheitswesen.

## Weiterer Lebenslauf
Nach dem Ende seiner Amtszeit engagierte er sich bei einer Eisenbahngesellschaft. Außerdem arbeitete er als Historiker. Er erforschte die Geschichte Minnesotas während des Bürgerkriegs und eines Indianerkriegs im Jahr 1861. Die Ergebnisse seiner Nachforschungen gab er als Buch heraus. Während des Spanisch-Amerikanischen Krieges wurde Hubbard von Präsident William McKinley als General reaktiviert. Er wurde mit dem Kommando über einen Stützpunkt in Florida betraut. Danach zog er sich in den Ruhestand, den er in St. Paul und dann in Minneapolis verbrachte, zurück. Gouverneur Hubbard starb am 5. Februar 1913. Mit seiner Frau Amelia Thomas hatte er drei Kinder.